# Goldbachova domneva
Goldbachova domneva iz teorije števil je eden od najstarejših nerešenih problemov v matematiki: 
Vsako sodo število, večje od 2, se lahko zapiše kot vsota dveh praštevil.
Isto praštevilo se lahko pojavi dvakrat. Domnevo je poznal že Descartes. Enakovredno obliko je zapisal leta 1742 Christian Goldbach v pismu Eulerju: 
Vsako število, večje od 5, se lahko zapiše kot vsota treh praštevil.
Domnevo je raziskovalo veliko strokovnjakov teorije števil in so jo preverili za soda števila v intervalu [1, 4 · 1014]. Velika večina matematikov na podlagi statističnih premislekov preko verjetnostne porazedelitve praštevil meni, da je domneva pravilna: če je sodo število večje, se verjetneje zapiše kot vsota dveh praštevil.
Ve se, da se lahko vsako sodo število zapiše kot vsota največ šestih praštevil. Z delom Vinogradova je jasno, da se lahko poljubno veliko sodo število zapiše kot vsota največ petih praštevil. Vinogradov je nadalje dokazal, da se lahko skoraj vsa soda števila zapišejo kot vsota dveh praštevil v smislu, da ulomki tako zapisanih sodih števil težijo k 1. Leta 1966 je Chen Jing-run pokazal, da se lahko poljubno veliko sodo število zapiše kot vsota praštevila in števila z največ dvema prafaktorjema.
Leta 1982 je program Douga Lenata Automated Mathematician neodvisno odkril Goldbachovo domnevo v enem od najzgodnejših prikazov, kako so umetne inteligence sposobne znanstvenih odkritij.
Da bi populariziral knjigo Apostolosa Doksiadisa Stric Petros in Goldbachova domneva (Uncle Petros and Goldbach's Conjecture), je leta 2000 britanski založnik Tony Faber ponudil milijon ameriških dolarjev za dokaz domneve. Nagrado bi izplačali, če bi jo predlagali za objavo pred aprilom leta 2002. Nagrade ni zahteval nihče.
Goldbach je podal dve povezani domnevi o vsoti praštevil, »močno« Goldbachovo domnevo in »šibko« Goldbachovo domnevo. Sama Goldbachova domneva, o kateri je bila tukaj beseda, se nanaša na močno.
Goldbachova domneva je Landauov prvi problem.
Kakor za več znanih domnev v matematiki obstaja tudi za Goldbachovo domnevo več dozdevnih dokazov, od katerih ni sprejet nobeden. Ker je definicija Goldbachove domneve razumljiva, jo je mnogo ljubiteljev matematike večkrat poskušalo dokazati s srednješolsko matematiko. Podobno usodo si deli s sicer sedaj rešenima problemoma, izrekom štirih barv in Fermatovim velikim izrekom, pa morda tudi z Riemannovo domnevo. Vsi omenjeni problemi so postavljeni preprosti, rešljivi pa so le s pomočjo izredno izpopolnjenih metod.